# 루바
루바(Luba)는 적도 기니에 있는 비오코섬의 두 번째로 가장 큰 마을이며, 약 7,000명의 인구를 가지고 있다. 화산 꼭대기 바로 밑의 서쪽 해안에 위치하며 벌채 산업을 위한 항구이다. 마을의 관광지는 몇몇의 해변과 식민지 풍의 병원을 포함한다.
도시는 바다와 루바에서 적도 기니의 수도, 말라보까지 연결하는 주요 도로 둘 다 접하고 있다. 그 도로는 중도에서 끊긴 상태이며, 말라보에서 루바까지 가기 위해 운전으로 대략 한 시간 반이 걸린다.
최근에 자유 항구가 도시 근처에서 개항을 한 상태이며, 더 큰 선박을 위한 접속을 창출하며, 말라보의 혼잡한 항구에 대처하는 항구를 오일 산업 선박에게 제공한다.